# Hanna Leisker
Hanna Leisker (* 5. Oktober 1915 in Friedrichswalde; † 1. Juli 2013 in Eberswalde) war eine deutsche Gold- und Silberschmiedin.

## Leben und Werk
Hanna (eigentlich Johanna) Leisker besuchte von 1934 bis 1938 in Halle (Saale) bei Karl Müller die Metallklasse der Werkstätten der Stadt Halle, Staatlich-städtische Kunstgewerbeschule Burg Giebichenstein, und erwarb den Gesellenbrief. Von 1938 bis 1945 arbeitete sie in der Entwurfsabteilung der Staatlichen Bernstein-Manufaktur Königsberg. Daneben besuchte sie von 1939 bis 1942 an der Kunstakademie Königsberg Abendkurse. 1943 bestand sie die Meisterprüfung als Silberschmied. 1945 wurde sie in der Folge des Zweiten Weltkriegs aus Königsberg vertrieben und ging sie nach Friedrichswalde zurück. Dort baute sie sich 1946 eine Werkstatt auf. 1950 zog sie nach Eberswalde, wo sie weiter als Anerkannte Kunsthandwerkerin als Gold- und Silberschmiedin im Haus Karl-Marx-Platz 1 arbeitete. Sie schuf insbesondere Schmuck und sakrale und profane Gerätschaften und Gefäße.
Hanna Leisker war bis 1990 Mitglied des Verbands Bildender Künstler der DDR.
1983 drehte das DEFA-Studio für Dokumentarfilme einen Film über die IX. Kunstausstellung der DDR, in dem auch Arbeiten Johanna Leiskers zu sehen sind.

## Werke (Auswahl)
- Abendmahlsgeräte und kupferne Taufschale (1965, Treibarbeiten, Friedenskirche Finow)
- Brotschale (1975, Silber, Treibarbeit; auf der VIII. Kunstausstellung der DDR)
- Dose (Silber, Treibarbeit; auf der IX. Kunstausstellung der DDR)

## Ausstellungen (unvollständig)

### Einzelausstellungen
- 1985: Frankfurt/Oder, Kabinett der Galerie Junge Kunst (mit Dora Kärgel)

### Teilnahme an zentralen und wichtigen regionalen Ausstellungen in der DDR
- 1954: Moskau und Peking, Wanderausstellung Kunsthandwerk der DDR
- 1976: Cottbus, Kunsthandwerk-Ausstellung
- 1975/1976, 1979 und 1985: Frankfurt/Oder, Bezirkskunstausstellungen
- 1977/1978 und 1982/1983: Dresden, VIII. und IX. Kunstausstellung der DDR